# Edward Bruce
Edward Bruce (asi 1280 – 14. října 1318) byl skotský šlechtic, s titulem hrabě z Carricku. Byl mladším bratrem skotského krále Roberta Bruce, kterého zásadně podpořil v jeho boji o skotskou korunu v letech 1306-1314 (jejich tři bratři byli v tomto boji zajati a popraveni Angličany). Edward se vyznamenal zvláště v rozhodující bitvě u Bannockburnu roku 1314. V rámci bojů se Robert a Edward pokusili oslabit Angličany otevřením druhé fronty v Irsku, které Angličané také ovládali, navíc pozváni skupinou irských protianglických šlechticů. Invazi do Irska vedl právě Edward a zpočátku byl velmi úspěšný. Roku 1315 se prohlásil velekrálem Irska, rok poté byl korunován. Roku 1318 byl však poražen a zabit v bitvě u Faughartu, kde jeho vojska rozdrtila anglo-irská armáda Irského lordství. Jeho sestra Isabel Bruceová se stala manželkou norského krále Erika II. a stala se norskou královnou.